# Elselskab
Et elselskab er en virksomhed i elektricitetsbranchen, ofte et elforsyningsselskab, der er engageret i elproduktion og elhandel til salg på på et reguleret marked. Et elselskab adskiller sig fra et elhandelsselskab ved også at producere strøm og/eller drive elforsynings-infrastruktur.
De største elselskaber i verden omfatter China Datang, China Huaneng, Électricité de France, Engie, Enel, E.ON, KEPCO, TEPCO, RWE, osv.
Danske elselskaber omfatter bl.a. Verdo, Andel, Andel Energi, Norlys og NRGi. Andel Energi er Danmarks største elselskab.